# Cesta I. triedy 70
Die Cesta I. triedy 70 (slowakisch für ‚Straße 1. Ordnung 70‘), kurz I/70, ist eine Straße 1. Ordnung in der Slowakei. Sie befindet sich im Norden des Landes komplett innerhalb des Okres Dolný Kubín und verbindet die vom Westen kommende Straße 1. Ordnung 18 mit der zur polnischen Grenze verlaufende Straße 1. Ordnung 59.

## Verlauf
Die I/70 beginnt an einer Kreuzung mit der I/18 bei Kraľovany und folgt dem Tal des Flusses Orava (Arwa) zwischen den Gebirgen Kleine Fatra und Chočské vrchy. In Párnica gibt es einen Abzweig zum touristischen Ort Zázrivá. Etwa 15 km nach dem Anfang erreicht die Straße die Stadt Dolný Kubín und endet in dessen Stadtgebiet an einer Anschlussstelle mit der I/59.